# Rangkah (Buayan)
Rangkah is een bestuurslaag in het regentschap Kebumen van de provincie Midden-Java, Indonesië. Rangkah telt 1398 inwoners (volkstelling 2010).